# Stora Krusegyl
Stora Krusegyl är en sjö i Karlshamns kommun i Blekinge och ingår i Mieåns huvudavrinningsområde. Sjön är 3,3 meter djup, har en yta på 0,028 kvadratkilometer och befinner sig 101 meter över havet.